# Merxheim (Nahe)

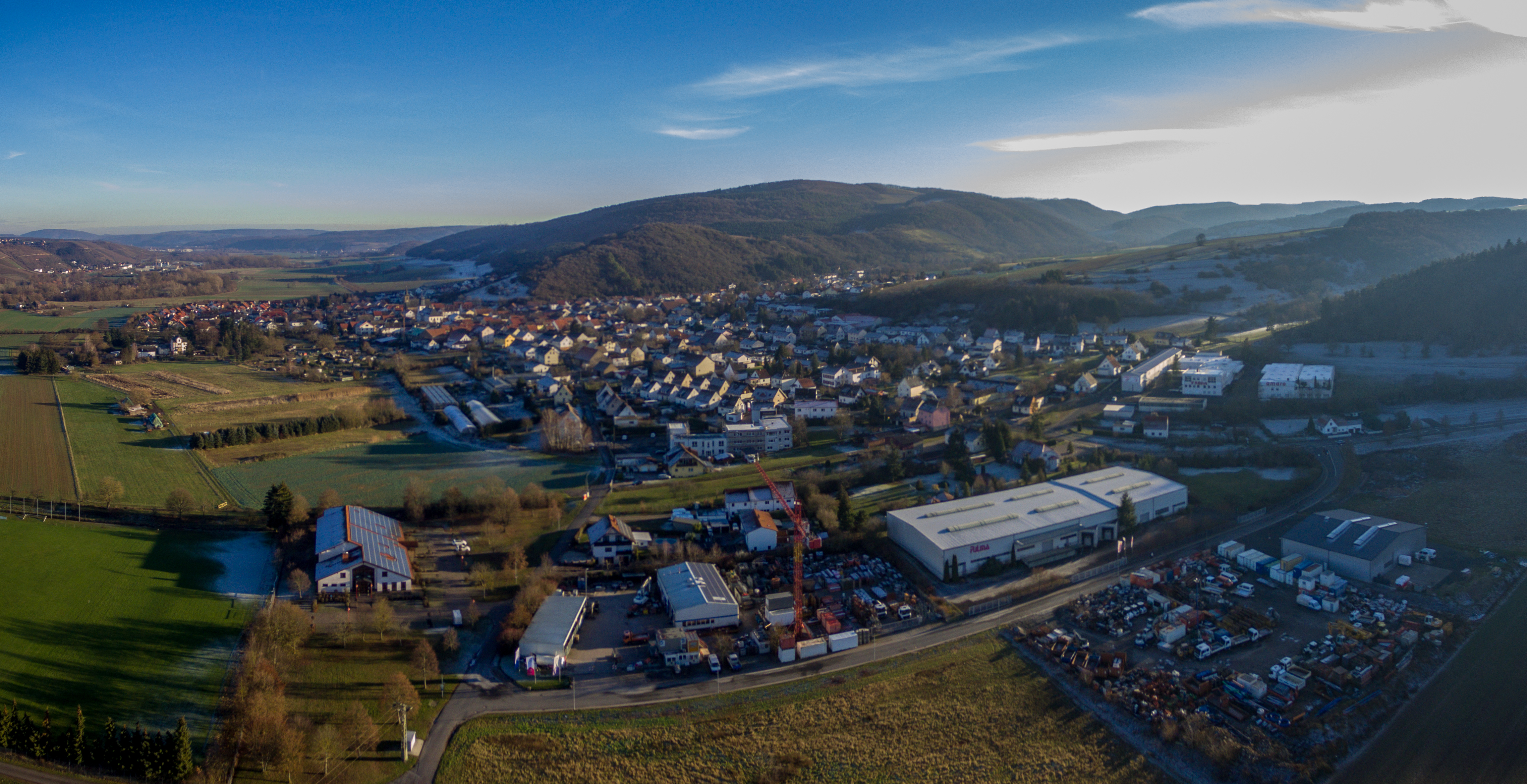
Merxheim aus Richtung Martinstein

Merxheim ist eine Ortsgemeinde im Landkreis Bad Kreuznach in Rheinland-Pfalz. Sie gehört der Verbandsgemeinde Nahe-Glan an.

## Geographie
Merxheim liegt am Südufer der Nahe. Auf der anderen Flussseite befindet sich Weiler bei Monzingen, im Osten Meddersheim, im Süden Kirschroth und westlich liegt Martinstein.
Zu Merxheim gehören auch die Wohnplätze Gänsmühle, Kornsmühle (früher Eltges- oder Iltismühle), Estrella (früher Kauzenmühle) und Weinelsmühle (früher Franzenmühle).

## Geschichte
Der Ort wurde im Jahr 1061 als Merkedesheim in pago Nahgouue erstmals urkundlich erwähnt. Damals schenkte Erzbischof Eberhard von Trier dem Stift St. Simeon Güter zu Merxheim und Monzingen. Seit Erzbischof Ruthard vom Mainz (1107) besaß auch das Kloster Disibodenberg ein Gut in Merchidisheim. Ein anderes Gut besaß 1145 der Abt Werner von St. Alban vor Mainz.
In der Frühen Neuzeit war Merxheim zweiherrisch geteilt zwischen den Vögten von Hunolstein-Steinkallenfels und den Herren von Braunsberg-Burgbrohl. Der Braunsberger Anteil ging 1625 an die Freiherren von Bourscheid-Burgbrohl-Büllesheim über. 1816 bis 1866 gehörte der Ort zum Oberamt Meisenheim der Landgrafschaft Hessen-Homburg und kam mit diesem 1866 zu Preußen.
Bevölkerungsentwicklung
Die Entwicklung der Einwohnerzahl von Merxheim, die Werte von 1871 bis 1987 beruhen auf Volkszählungen:
| Jahr | Einwohner |
| ---- | --------- |
| 1815 | 992       |
| 1835 | ~ 1.100   |
| 1871 | 1.281     |
| 1905 | 1.262     |
| 1939 | 1.190     |
| 1950 | 1.338     |
| 1961 | 1.435     |

| Jahr | Einwohner |
| ---- | --------- |
| 1970 | 1.433     |
| 1987 | 1.374     |
| 1997 | 1.475     |
| 2005 | 1.465     |
| 2011 | 1.441     |
| 2017 | 1.397     |
| 2024 | 1.436     |

## Politik

### Gemeinderat
Der Gemeinderat in Merxheim besteht aus 16 Ratsmitgliedern, die bei der Kommunalwahl am 9. Juni 2024 in einer personalisierten Verhältniswahl gewählt wurden, und dem ehrenamtlichen Ortsbürgermeister als Vorsitzendem.
Die Sitzverteilung im Gemeinderat:
| Wahl | SPD | CDU | FWG | Gesamt   |
| ---- | --- | --- | --- | -------- |
| 2024 | 4   | 3   | 9   | 16 Sitze |
| 2019 | 6   | 3   | 7   | 16 Sitze |
| 2014 | 9   | 2   | 5   | 16 Sitze |
| 2009 | 7   | 3   | 6   | 16 Sitze |
| 2004 | 7   | 4   | 5   | 16 Sitze |

- FWG = Freie Wählergemeinschaft Merxheim e. V.

### Bürgermeister
Das Amt ist derzeit noch vakant. Letzter Ortsbürgermeister war seit 26 Jahren Egon Eckhardt (SPD). Zuletzt bei der Direktwahl am 9. Juni 2024 war er mit einem Stimmenanteil von 75,4 % für fünf Jahre in seinem Amt bestätigt worden. Er legte sein Amt jedoch zum 30. April 2025 nieder, wodurch eine vorzeitige Neuwahl erforderlich wurde. Bei der Direktwahl am 27. Juli 2025 setzte sich Andy Baumgartner (FWG) mit 89,7 % gegen einen Mitbewerber durch. Seine Amtseinführung ist für den 12. August 2025 vorgesehen.

### Wappen
| Wappen von Merxheim | Blasonierung: „Über goldenem Schildfuß, darin ein roter Balken über drei roten Schindeln, von Rot und Silber gespalten. Vorne ein silberner Schrägbalken belegt mit drei roten Rosen, hinten ein roter Burgturm mit Krüppelwalmdach.“ |
| Wappen von Merxheim | |

### Gemeindepartnerschaften
Merxheim unterhält seit 1973 Beziehungen zu Merxheim im Elsass, der gleichnamigen Partnergemeinde in Frankreich.

## Kultur und Sehenswürdigkeiten
Sehenswert sind das alte Rathaus aus dem 15. Jahrhundert und die Aussicht über das Nahetal von der Aussichtsplattform.
Siehe auch:
- Liste der Kulturdenkmäler in Merxheim
- Liste der Naturdenkmale in Merxheim

## Wirtschaft und Infrastruktur
Im Norden verläuft die Bundesstraße 41. In Martinstein ist ein Bahnhof der Bahnstrecke Bingen–Saarbrücken.

## Persönlichkeiten
- Daniel Faber (1801–1879), Geometer und Mitglied der Landesversammlung der Landgrafschaft Hessen-Homburg